# Dunas do São Francisco
As Dunas do São Francisco são uma ecorregião brasileira, pertencente ao bioma da caatinga. Localiza-se no semi-árido baiano, no trecho do Médio São Francisco, abrangendo uma área de 36.170 km². Ocupa partes dos municípios de Barra (Bahia), Casa Nova, Pilão Arcado e Xique-Xique, a uma distância de cerca de 700 km de Salvador. Consistem de grandes depósitos eólicos, as dunas, que podem atingir 100 metros de altura, intercaladas por trechos de solos arenosos sem dunas.

## Características
Os solos são compostos por areia quatzosa e de baixa fertilidade. Nas dunas, as altitudes variam de 450 a 500 metros, enquanto que no restante da ecorregião as altitudes variam de 150-700 metros. O potencial hídrico é baixo, Nas depressões entre as dunas, a potencialidade hídrica é mais favorável.
O clima é semi-árido quente, com 7 a 8 meses de seca. As chuvas ocorrem de outubro a março, com uma pluviosidade que varia de 400 a 800 mm.
A vegetação predominante é a caatinga hipoxerófila (arbustiva) e hiperxerófila (arbórea). O primeiro tipo ocorre às margens do rio São Francisco, enquanto que a última verifica-se sobre as dunas. A diversidade de espécies varia desde a favela, o pinhão bravo (euphorbia), araçá de boi (Myrtaceae), a macambira (bromelia sp), cacto quipá (opuntia) da caatinga arbustiva à bombacácea, celastrácea, o xiquexique e a coroa de frade da caatinga arbórea.
A mata ciliar do rio São Francisco apresenta carnaubeiras, umari, quixabeira. Entre as dunas verifica-se a ocorrência de buriti, pindaíba e taboa.
A fauna local, ainda pouco estudada, apresenta espécies endêmicas como lagartos (Tropidurus amathites, Calyptommatus leiolepis, Procellosaurinus sp., Psilophthalmus sp.), serpentes (Typhlops spn.), roedores como o rabo-de-facho (Proechimys yonenagae) e artrópodes, como Mummucia maury.
A unidade encontra-se em bom estado de conservação. A extração de lenha ameaça a estabilidade das dunas. Há planos de abertura de estradas pelas dunas a partir de Barra.